# Agencia de Desarrollo Regional del Suroeste de Inglaterra

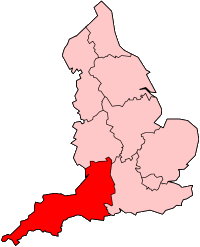
Territorio de impacto de la agencia

La Agencia de Desarrollo Regional del Suroeste de Inglaterra (en inglés: South West of England Regional Development Agency) es la entidad pública que se encarga de conducir el desarrollo de una economía sustentable en el Suroeste de Inglaterra, la más extensa de las nueve regiones de Inglaterra, explotando el potencial económico de la misma.

## Información adicional
- Como parte de los planes de la Agencia Regional del Suroeste de Inglaterra para renovar Osprey Quay, en la Isla de Pórtland, se construirá allí un puerto deportivo con 600 amarraderos y más servicios relacionados con la navegación serán proveídos en el lugar.[1] La edificación de la infraestructura necesaria está prevista para entre octubre de 2007 y finales de 2008, convirtiendo a Weymouth y Pórtland —sede de la Academia Nacional de Navegación a cargo de los eventos relacionados con dicha disciplina en los Juegos Olímpicos de Londres 2012— en el primer lugar en el Reino Unido en completar la construcción de sus instalaciones para el citado evento.[2]
- La Agencia de Desarrollo Regional del Suroeste de Inglaterra, al igual que Highways Agency, define una “Conurbación del Sureste de Dorset” —South East Dorset Conurbation, en la lengua original— con una superficie mayor a la que por lo general se incluye dentro de los límites de dicha conurbación y, por consiguiente, con una población igualmente superior (400 mil habitantes) a la que generalmente se entiende como parte de la misma.[3][4]